# Кишеньковий пістолет

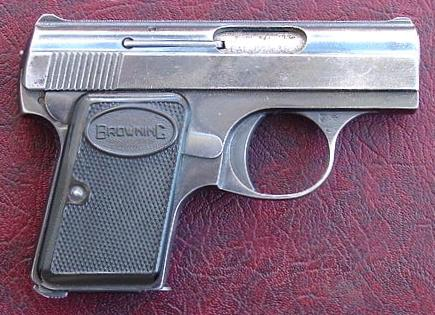
.25 ACP Baby Browning

В американській англійській, кишеньковий пістолет це будь-який невеликий, кишенькового розміру самозарядний пістолет (рідше це деррінджери або невеликі револьвери), який можна носити приховано в кишені плаща, піджака або брюк.
Інколи кишенькові пістолети відносять до пістолетів менших за надкомпактні, але відмінність незначна оскільки деякі невеликі надкомпактні пістолеті можна назвати кишеньковими, а деякі великі кишенькові пістолети можна віднести до надкомпактних. 
Кишенькові пістолети були популярними в США до 1960-х та 1970-х років, коли більшість штатів прийняли закони, які обмежують або забороняють приховане носіння зброї. Проте, ухвалення законів про видачу ліцензій на вогнепальну зброю в 1980-х та 1990-х призвело до відродження попиту на кишенькові пістолети в США, створивши нові ринки для невеликої, простої, надійної вогнепальної зброї для прихованого носіння.
У загальному вживанні термін «кишеньковий пістолет» є суто описовим, але «мишачий пістолет» (особливо для пістолетів найменшого калібру) часто є принизливим. Подібним чином кишенькові пістолети через їхній невеликий розмір відносять Saturday night specials (термін в США і Канаді, який позначує компактну, дрібнокаліберну ручну зброю поганої якості), інший принизливий термін, який, як правило, означає недорогі пістолети малого калібру.

## Історія
Перший кишеньковий пістолет з'явився в середині 17-го століття, це був невеликий, з прихованим кременевим замком пістолет, відомий як пістолет Королеви Анни, призначений носіння в пальто або кишені. Такий пістолет використовували протягом 18-го століття, еволюціонувавши зі зброї для багатих до зброї для всіх, оскільки напочатку 19-го століття такі пістолети почали виробляти більшість зброярів.

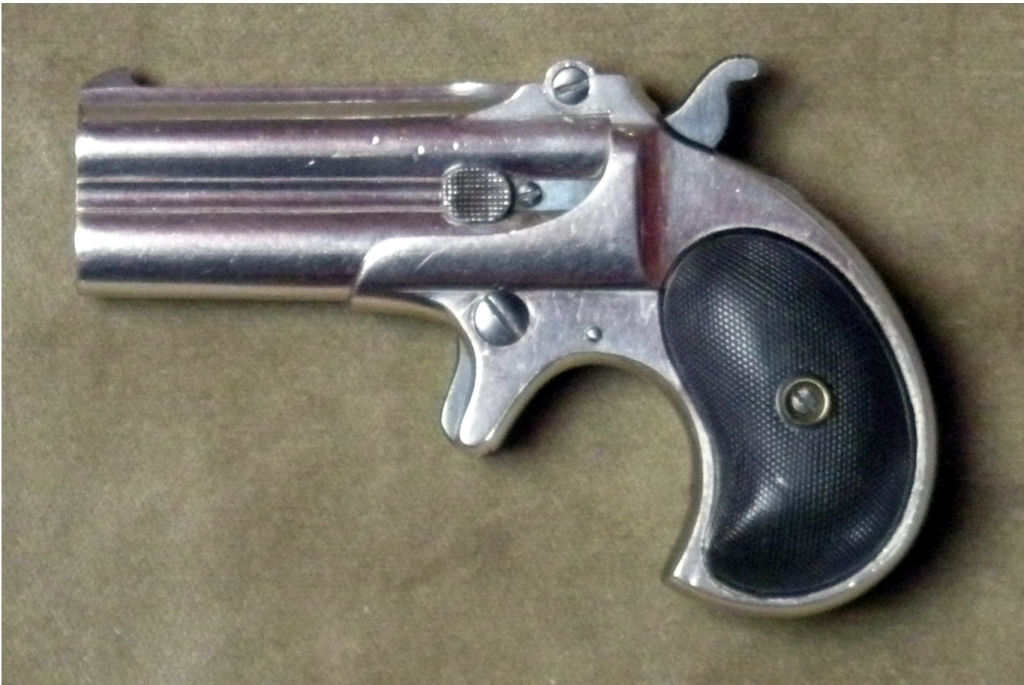
Оригінальний деррінджер Remington Модель 95

Оригінальним кишеньковим пістолетом 19-го століття став філадельфійський Deringer. Поява унітарного набою призвела до появи класичного двоствольного пістолета .41 Rimfire Remington Модель 95, який став таким популярним, що перевершив всі інші конструкції, ставши синонімом слова "Деррінджер". Двоствольний пістолет Remington виробляють до сих пір (через 150 років після першої появи) компанії American Derringer, Bond Arms та Cobra Arms. Всі вони випускають деррінджери під набої різних калібрів від .22 long rifle до .45 Long Colt та .410 bore.

### Велодоги
В період з 1875 по 1907 рік компанія Гопкінс та Аллен випускали 7-зарядний револьвер подвійної дії під набій .22 відомий, як XL No. 3 Double Action. До "Велодогів" відносять револьвер .32 Smith & Wesson Безкурковий зі стволом довжиною 2 дюйми, який випускали з 1888 по 1892 роки, а також First Model Ladysmith (1902 M Frame Model .22 Hand Ejector). Айвер Джонсон зробив схожий револьвер Модель 1900 Подвійної Дії з 7-зарядним барабаном під набій .22 в 1900 році, який випускали протягом 41 року.

### Більші калібри

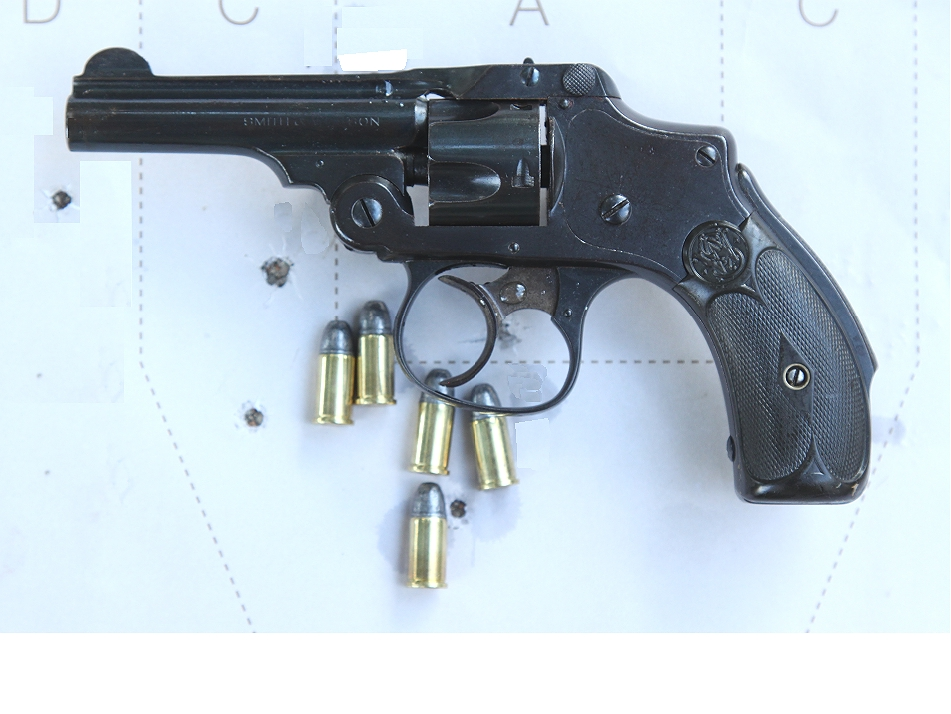
Короткоствольний револьвер .32 калібру Smith & Wesson Safety Hammerless.

Представлені наприкінці 19-го століття, короткоствольні револьвери такі як "Banker Special", "Sheriff's Model" та "Shopkeeper Special", які були версіями револьвера Colt Single Action Army створені компанією  Colt's Manufacturing Company. Модель Smith & Wesson Безкурковий випускали з 1887 року до майже Другої світової війни. Його можна було заряджати набоями .32 S&W або .38 S&W в 5-зарядний барабан. Їх частіше випускали зі стволами довжиною 2-дюйми, 3-дюйми або 3.5-дюйми. Ці револьвери з переламними рамками були розроблені для швидкого перезаряджання та прихованого носіння, оскільки курок був внутрішнім і не чіплявся за кишеню. Вони також мали запобіжник руків'я. Вони були відомі, як "The New Departure" щоб відобразити новий підхід до створення револьверів компанією. У порівнянні з іншими револьверами, в цих конструкціях пожертвували потужністю та далекобійністю на користь маневреності та прихованості. Схожі "безкуркові" конструкції стали популярними серед інших виробників таких як Айвер Джонсон та Harrington & Richardson. В 1952 році Smith & Wesson представив сучасну модель Smith & Wesson Centennial Model 40 з ручним ежектором.

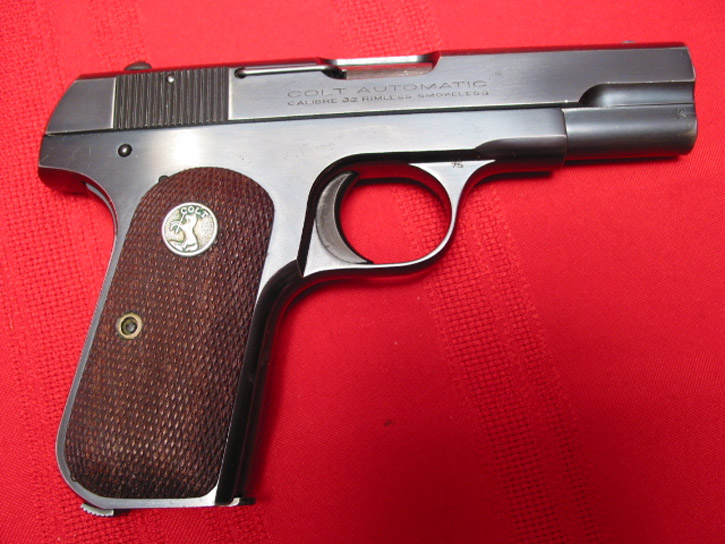
Colt Model 1903 кишеньковий безкурковий

Colt Model 1903 Pocket Hammerless це самозарядний пістолет під набій .32 ACP з 9-зарядним магазином, який розробив Джон Браунінг, а випускала компанія Colt Patent Firearms Manufacturing Company в Гартфорді, штат Коннектикут. Через п'ять років було представлено 8-зарядний пістолет Colt Model 1908 Pocket Hammerless під набій .380 ACP. Незважаючи на назву "безкурковий" пістолет Model 1903 мав курок. Він був прихований в задній частині затвора. Це дозволило носити пістолет в кишені та швидко витягати його не чіпляючись за одяг.

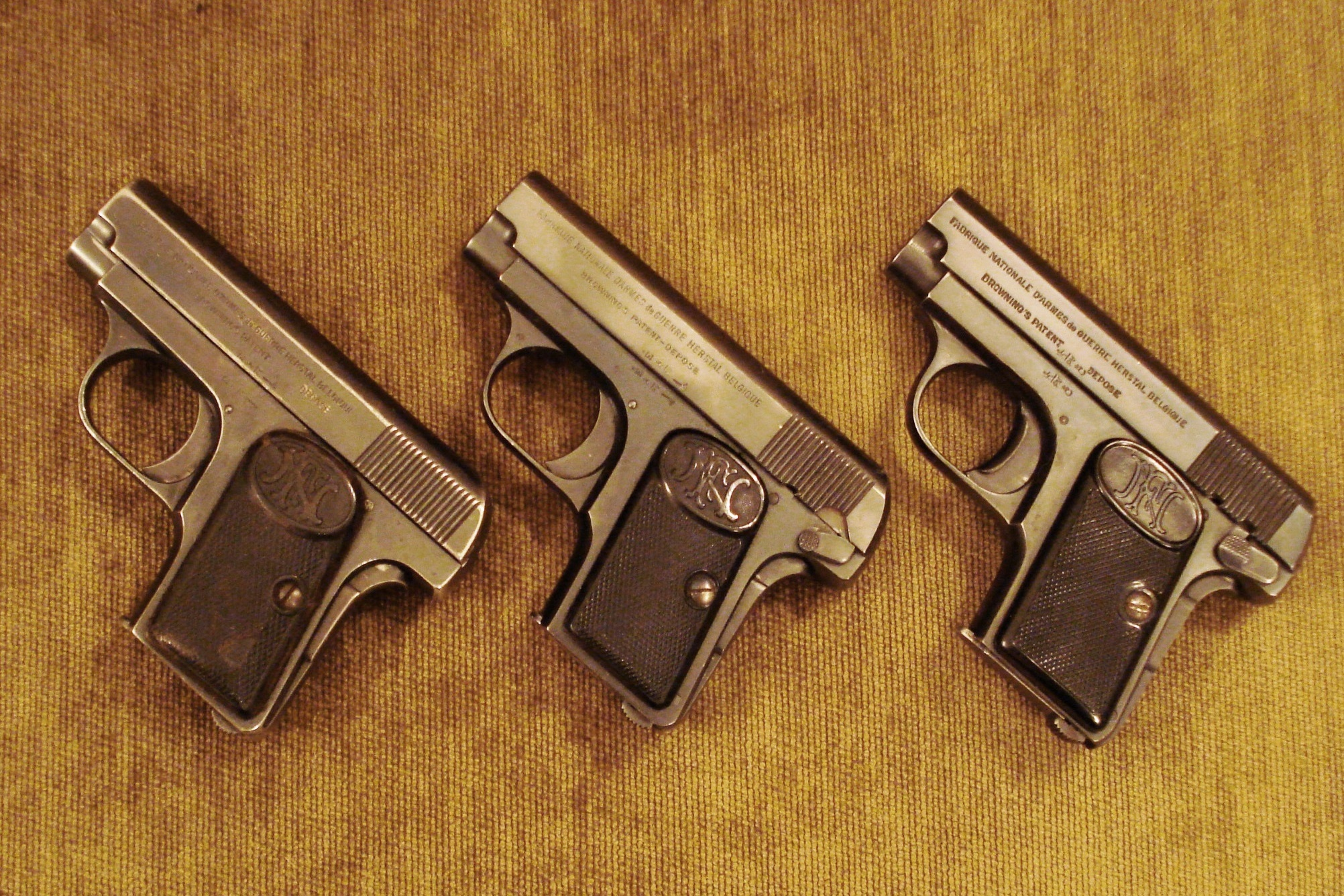
Кишенькові пістолети Browning FN1906, .25 Auto, різні випуски. Три різні запобіжники.

Першими успішними самозарядними кишеньковими пістолетами під набій .25 ACP стали FN Model 1905, Colt Model 1908 Vest Pocket, а пізніше Baby Browning. Пістолет FN 1905 розробили і продавали разом з набоєм .25 ACP в 1905 році. M1905 невеликий самозарядний пістолет з ударником одинарної дії з магазином на 7 набоїв, з вільним затвором. Пістолет мав запобіжник на руків'ї та ручний запобіжник під великий палець, який замикав затвор в закритому положенні.

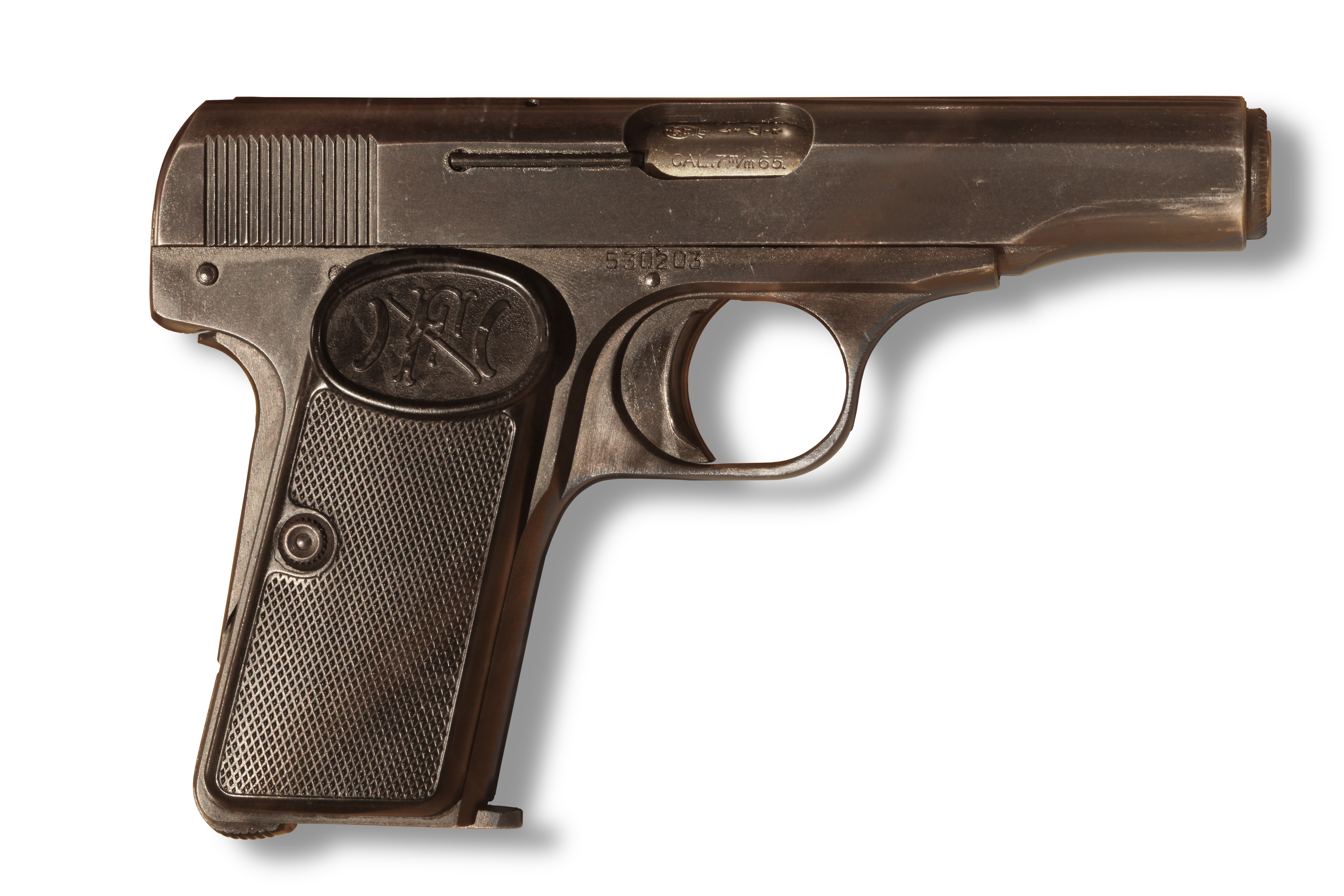
FN Model 1910

Пістолет FN Model 1910, також відомий як Browning модель 1910, став останньою розробкою Браунінга для компанії Кольт. Раніше, його розробки випускала в Європі бельгійська FN, а в США компанія Colt Firearms. Оскільки компанія Кольт не бажала випускати пістолет, Браунінг обрав патент та виробництво в лише Європі. Представлений в 1910 році пістолет мав нове розташування бойової пружини навколо ствола. Таке розташування пружини стало стандартним у майбутній зброї, наприклад в пістолетах Walther PP та Макаров. Ця Модель 1910 мала стандартний ударно-спусковий механізм з ударником та запобіжником в руків'ї, а також з запобіжником магазина та зовнішнім важелем-запобіжником (схема відома під назвою "потрійний запобіжник") в компактній конструкції. Пістолет випускали під набої .32 ACP (8-зарядний) та .380 ACP (7-зарядний) і випускали до 1983 року. Змінити калібр можна звичайною заміною ствола.
Також знаменитими європейськими кишеньковими пістолетами були Mauser Model 1910 та Mauser Model 1914, під набої .25 ACP та .32 ACP відповідно, обидва з вільним затвором та без курків, які були дуже популярними серед цивільного населення. Версію під набій .32ACP визнали доволі потужною для використання в Крігсмаріне, а також в секретних службах Третього рейху, і з мінімальними модифікаціями як Mauser Model 1934. Під час війни випускали Mauser HSC під набій .32 ACP для ВМС, а пізніше для поліції та армії, після війни пістолет продавали на цивільному ринку (модифіковано під набій .380 ACP), до того ж пістолет було успішно представлено ринку США.

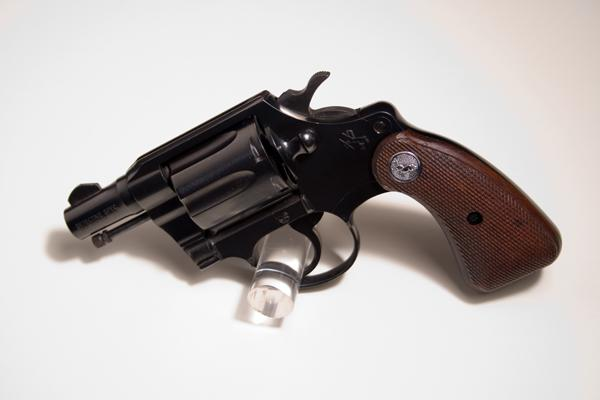
Colt Detective Special

Colt Detective Special є короткоствольним 6-зарядним револьвером подвійної дії, рамка виконана з вуглецевої сталі double-action. Як зазначено в назві "Detective Special" модель револьвера була призначена для прихованого носіння поліцейськими детективами в штатському. Револьвер випускали зі стволами довжиною 2 або 3 дюйми. Револьвер було представлено в 1927 році. Detective Special став першим короткоствольним револьвером на сучасній рамці з відкидним барабаном. Його розробляли для заряджання потужними набоями, наприклад .38 Special, який вважали потужним набоєм для кишенькового револьвера того часу.

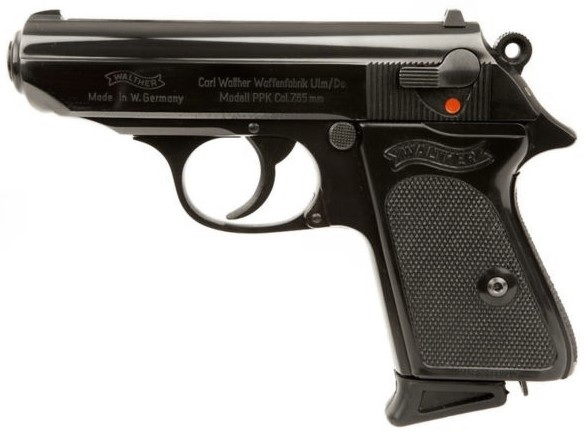
Пістолет Walther PPK є відомим завдяки Джеймсу Бонду, який використовував цей пістолет в багатьох фільмах та романах: вибір Яна Флемінга вплинув на його популярність і відомість.

Walther PP (Polizeipistole або поліцейський пістолет) серія пістолетів яку представили в 1929 році і яка стала першою в світі успішною серією самозарядних пістолетів подвійної дії з вільним затвором, яку розробив німецький виробник зброї Carl Walther GmbH Sportwaffen Вони були оснащені відкрити курками, мали традиційні УСМ подвійної дії, а також фіксований ствол, який слугував напрямною для зворотної пружини. Були два варіанти під набої .32 ACP (9-зарядний) та .380 ACP (8-зарядний). Walther PP та менший PPK були популярними у європейської поліції та цивільних за надійність і можливість прихованого носіння. Вони залишалися на озброєнні поліції більшості європейських країн до 1970-х років. Під час Другої світової війни, ними користалися німецькі військові, в тому числі Люфтваффе.

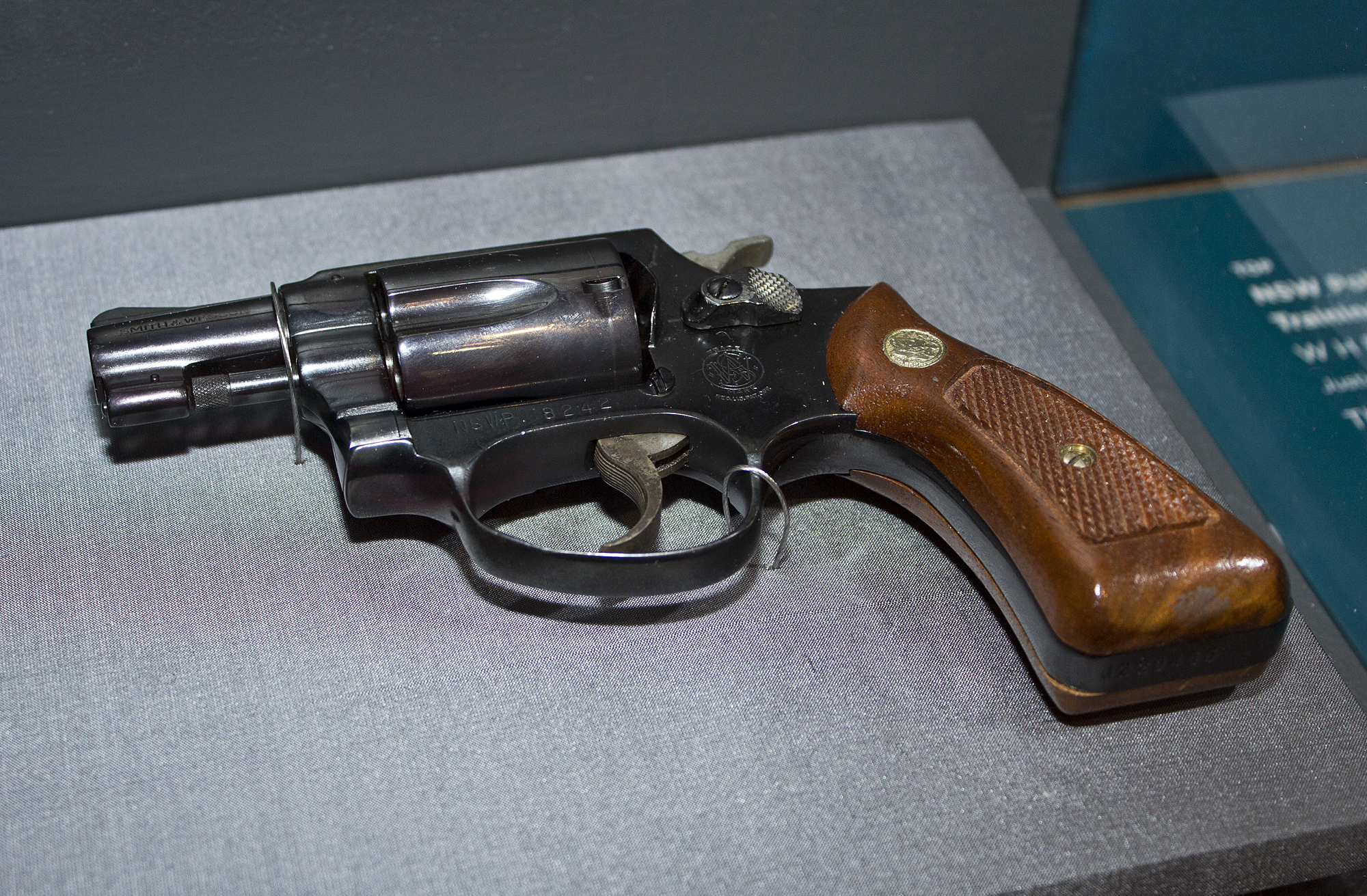
Smith & Wesson Модель 36

Smith & Wesson Модель 36 було розроблено перед Другою світовою війною в той час коли Smith & Wesson припинили виробництво військової продукції і відновили звичайне виробництво. Модель 36 була невеликим п'ятизарядним револьвером зі стволом довжиною 2 дюйми під потужний набій .38 Special придатний для прихованого носіння. Оскільки стара рамка I не могла витримати такий потужний заряд, було сконструйовано нову рамку J.
Нову конструкцію було представлено на конвенції Міжнародної асоціації керівників поліції (IACP) в 1950 році де його було прихильно прийнято. Було проведено голосування за назву нового револьвера і перемогла назва "Chief's Special". Негайно було розпочато виробництво версії зі стволом довжиною 76 мм через великий попит. Револьвер мав вороновану або нікельовану обробку. Під назвою "Chief's Special" револьвер випускали до 1957 року коли його перейменували на Модель 36. Smith & Wesson також використали рамку J в моделях Smith & Wesson Centennial (безкуркові) та Smith & Wesson Bodyguard (зі зменшеним курком).

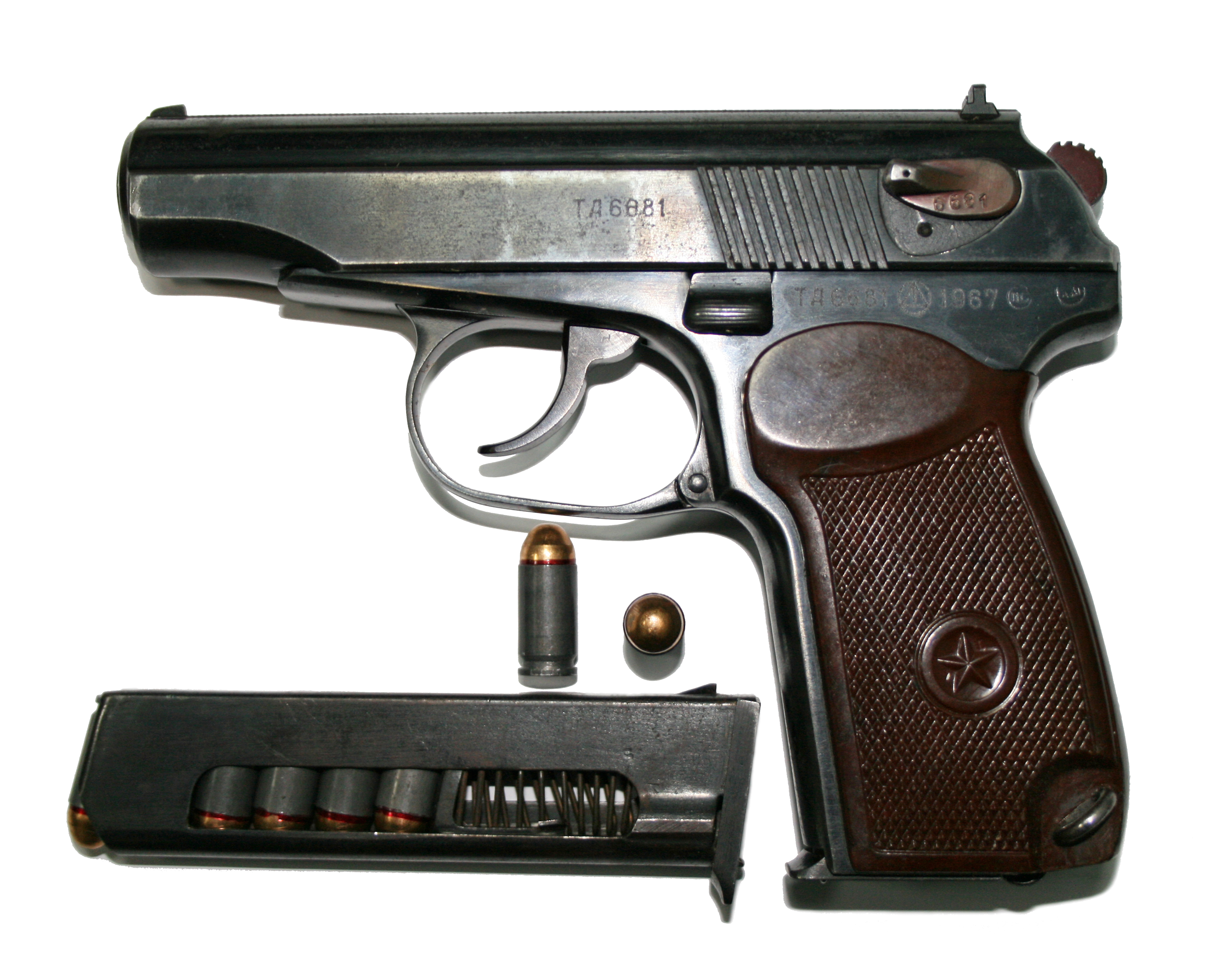
Пістолет Макарова

Пістолет Макарова було представлено в 1951 році. Це був новий службовий пістолет призначений для радянських військових, міліції та охорони для прихованого носіння та носіння в кобурі. Його до сих пір використовують російські військові, поліція та охорона. Пістолет Макарова мав вигляд конструкції середнього розміру з магазином на 9 набоїв 9x18 мм з вільним затвором. Загальна компоновка та УСМ були скопійовані з німецького пістолета Walther PP. Набій 9×18 мм є набоєм для пістолетів з вільним затвором; набій створює відносно непоганий рівень енергії в зброї середньої ваги та розміру. В пістолетах з вільним затвором використовували і більш потужні набої, але вважають непогано збалансованим по елементам конструкції.

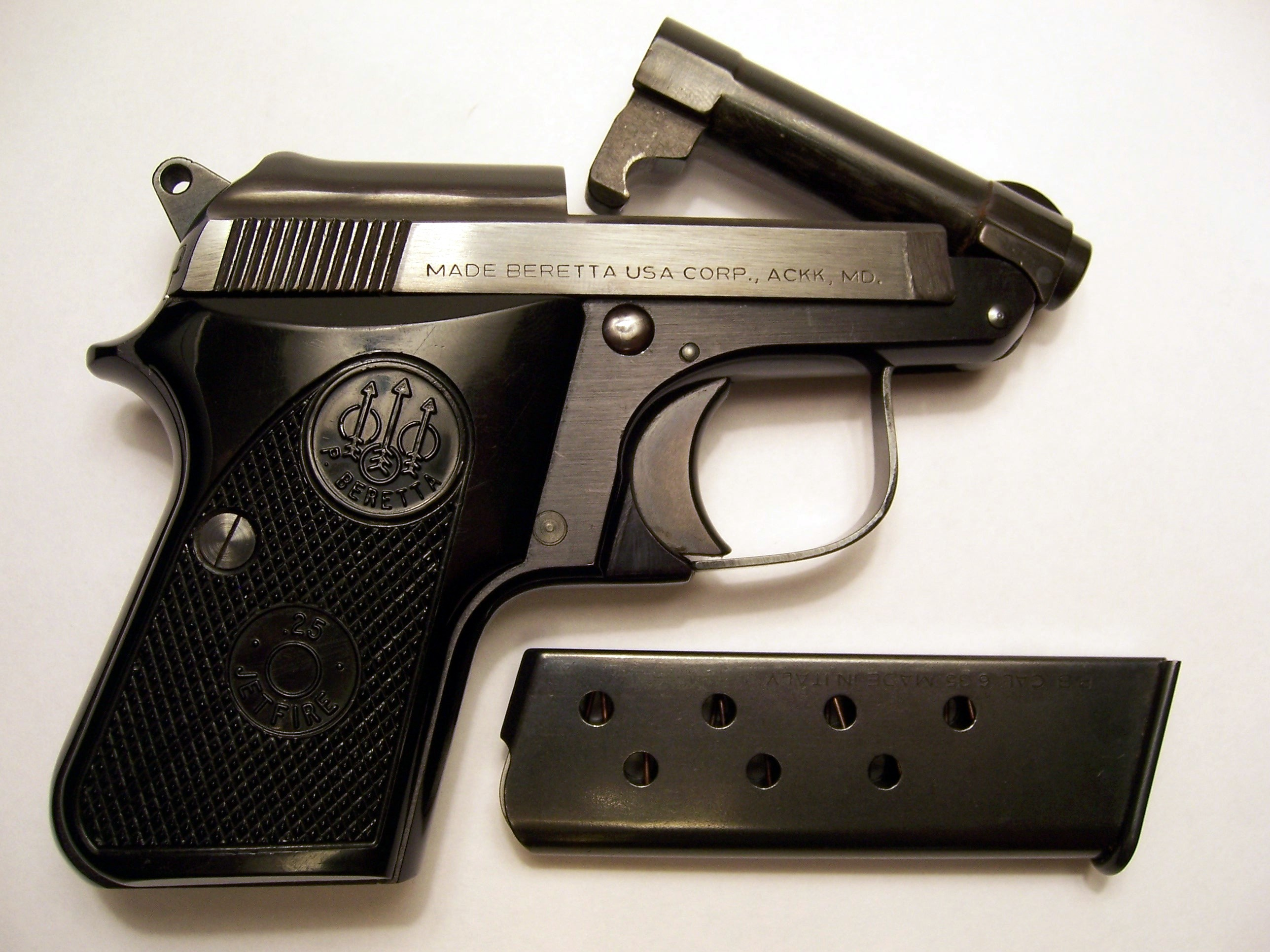
Beretta .25ACP Jetfire з відкинутим стволом

Beretta 950s був 9-зарядним самозарядним пістолетом під набої .25 ACP (Jetfire) або .22 Short (Minx) представлений компанією Beretta в 1952 році. Вони створені на базі лінійки невеликих та компактних кишенькових пістолетів виробництва компанії Beretta. Вони дуже прості та надійні пістолети з вільним затвором та УСМ одинарної дії. Їхні ствольні коробки зроблені з алюмінієвого сплаву, їхні затвори та стволи зроблені з вуглецевої сталі. Вони мали унікальний відкидний ствол для полегшення заряджання. Ранні моделі (*950* та *950B* до 1968 року) не мали запобіжного важеля, замість цього вони мали паз запобіжного зводу на курку. Пізні моделі (*950BS* після 1968 року) отримали ручний запобіжний важіль. В 1984 році Beretta представила версію подвійної дії Beretta 21A Bobcat. І нарешті в 1996 році вони представили пістолет більшого розміру .32 ACP Beretta 3032 Tomcat.

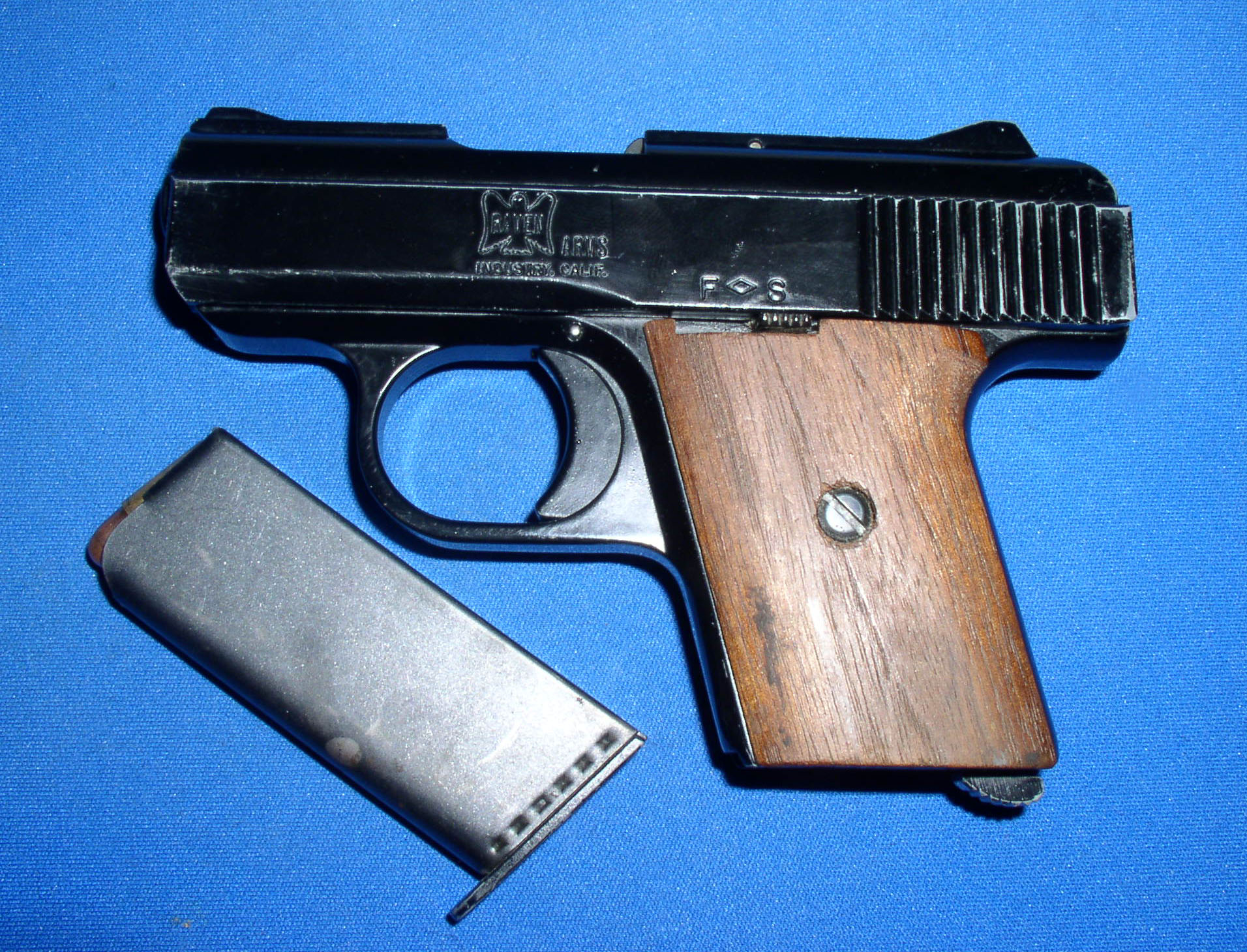
Raven MP25

Закон про контроль над вогнепальною зброєю 1968 року заборонив ввезення недорогих пістолетів, що спонукало Джорджа Дженнігса розробити пістолет Raven MP-25, недорогий 7-зарядний самозарядний пістолет під набій .25 ACP semi-automatic pistol. Дженнігс звів вартість до мінімуму розробивши Raven з цинкового сплаву Zamak шляхом лиття під тиском. Він був у хромованій, сатинованій нікелевій або чорній обробці. Щічки руків'я могли бути з дерева або імітованого перламутру. Недорогі пістолети з литого цинкового сплаву випускали компанії Jennings Firearms (пізніше Bryco Arms, зараз Jimenez Arms), Phoenix Arms, Lorcin Engineering Company, Davis Industries та Sundance Industries.

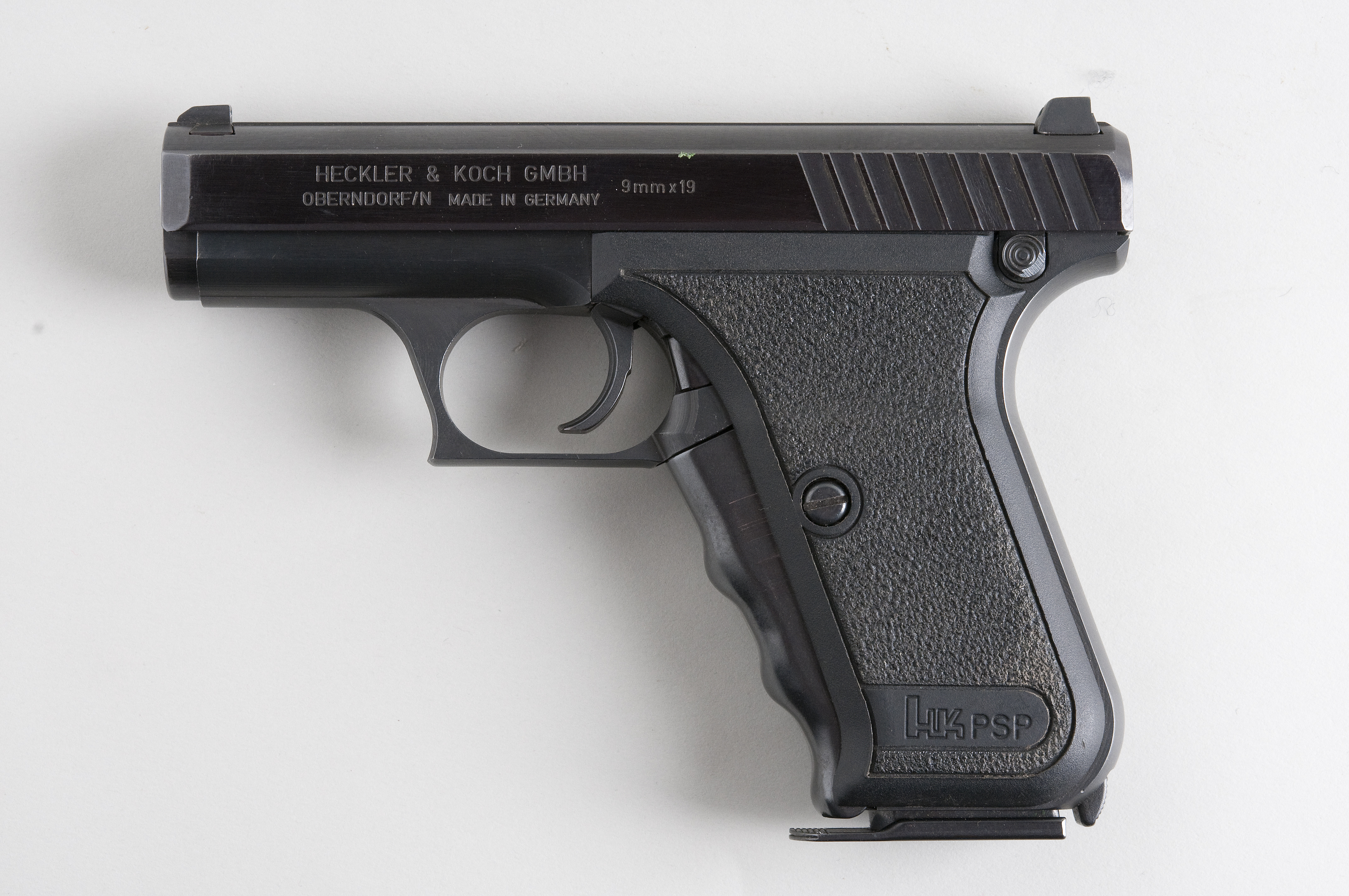
H&K PSP

В 1976 році було представлено Heckler & Koch P7 (AKA: PSP). Ці невеликі 9-зарядні пістолети під набій 9мм мали унікальний запобіжник в передній частині руків'я, що дозволяло безпечно носити пістолет не лише в кобурі, а й в кишені. Їх розробили для заміни службових .32 ACP Walther PP, вони були такого самого розміру, але під більш ефективний набій 9×19 мм Парабелум.
В період 1982–1983 років P7 отримав кілька модифікацій, в основному через вимоги американського ринку та за відгуками стрільців. В результаті з'явилася модель P7M8. Під спусковою скобою було встановлено нову засувку магазина (доступна з обох боків ствольної коробки), що змусило внести зміни в ствольну коробку та магазин. Спускова скоба була вкрита пластиком для захисту стрільці від надлишкового тепла, в нижній частині додано кільце для темляка. Крім того було представлено модель P7M13 з дворядним 13-зарядним магазином.

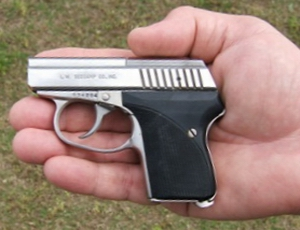
Самозарядний пістолет Seecamp LWS 32 .32 ACP

В середині 1980-х років було представлено дійсно невеликі та високоякісні кишенькові пістолети, наприклад, 7-зарядний .32 ACP Seecamp LWS 32. Ці сучасні пістолети лише подвійної дії, що є набагато безпечнішим ніж старі моделі одинарної дії. Їх часто продають за значно вищою ціною ніж їхня роздрібна ціна в 600 доларів США. В середині 1990-х років попит перевищував пропозицію настільки, що контракти на зброю були продані на два роки вперед до того як випустили саму зброю, а саму зброю часто перепродавали за 1100 долларів США.

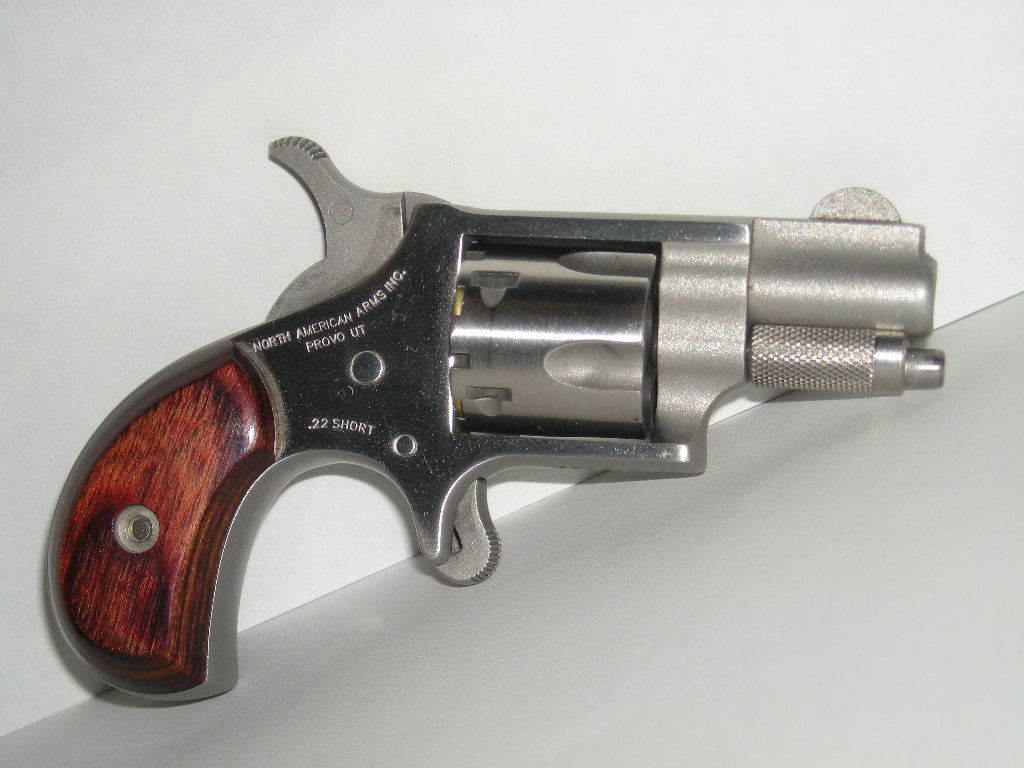
Міні-револьвер North American Arms модель NAA22S, під набій .22 Short.

Міні-револьвери North American Arms (їх часто називають деррінджери) є 5-зарядними револьверами одинарної дії під набій .22 rimfire з курком-шпрою. Вони схожі на кишенькові револьвери 19-го століття, але значно менші та повністю зроблені з неіржавної сталі. Міні-револьвери були розроблені компанією Freedom Arms в 1978 році, яка припинила продажі в 1990 році, а потім продала їх компанії North American Arms. Після цього North American Arms продовжили змінювати конструкцію, перейшли на безпечний барабан з пазами які розташовані між каморами. В результаті револьвер можна безпечно носити повністю зарядженим з розташуванням курка в безпековому пазі барана. Старші міні-револьвери NAA можна модернізувати безоплатно повернувши револьвер компанії для North American Arms для оновлення барабану.

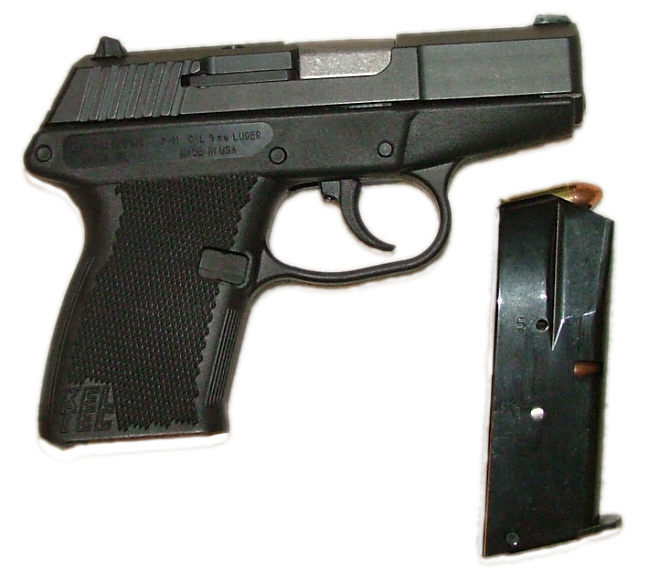
9mm Luger Kel-Tec-P-11 з 10-зарядним магазином

Нещодавно було представлено сучасні пістолети з полімерними ствольними коробками, наприклад, 8-зарядний, .32 ACP Kel-Tec P-32 та 9 mm Luger Kel-Tec P11. В P-11 використано алюмінієвий затвор в полімерному руків'ї, який утримують полімерні штифти. Затвор, ствол та магазин сталеві. Стандартний магазин містить 10 або 12 набоїв в штатах де немає обмеження на 10-зарядні магазини. Обидва підходять врівень з нижньою частиною пістолета. При вазі порожнього пістолета 480 г, він є відносно легким. У P-11 немає зовнішнього ручного запобіжника, при цьому використано довгий та важкий УСМ лише подвійної дії, який потребує тиск в 4 кг, що запобігає випадковому пострілу. Пружина бойка та ударник невеликої ваги запобігають випадковому пострілу через падіння. В P-11 також можна використовувати магазини Smith & Wesson 59 серії. Навколо основи 15-зарядного магазина Smith & Wesson модель 59 обертають спеціальний адаптер. Легкий P11s є "subcompact" концепцією. Ці пістолети спонукали інших виробників, наприклад, Glock та Springfield Armory, випустити схожі пістолети.

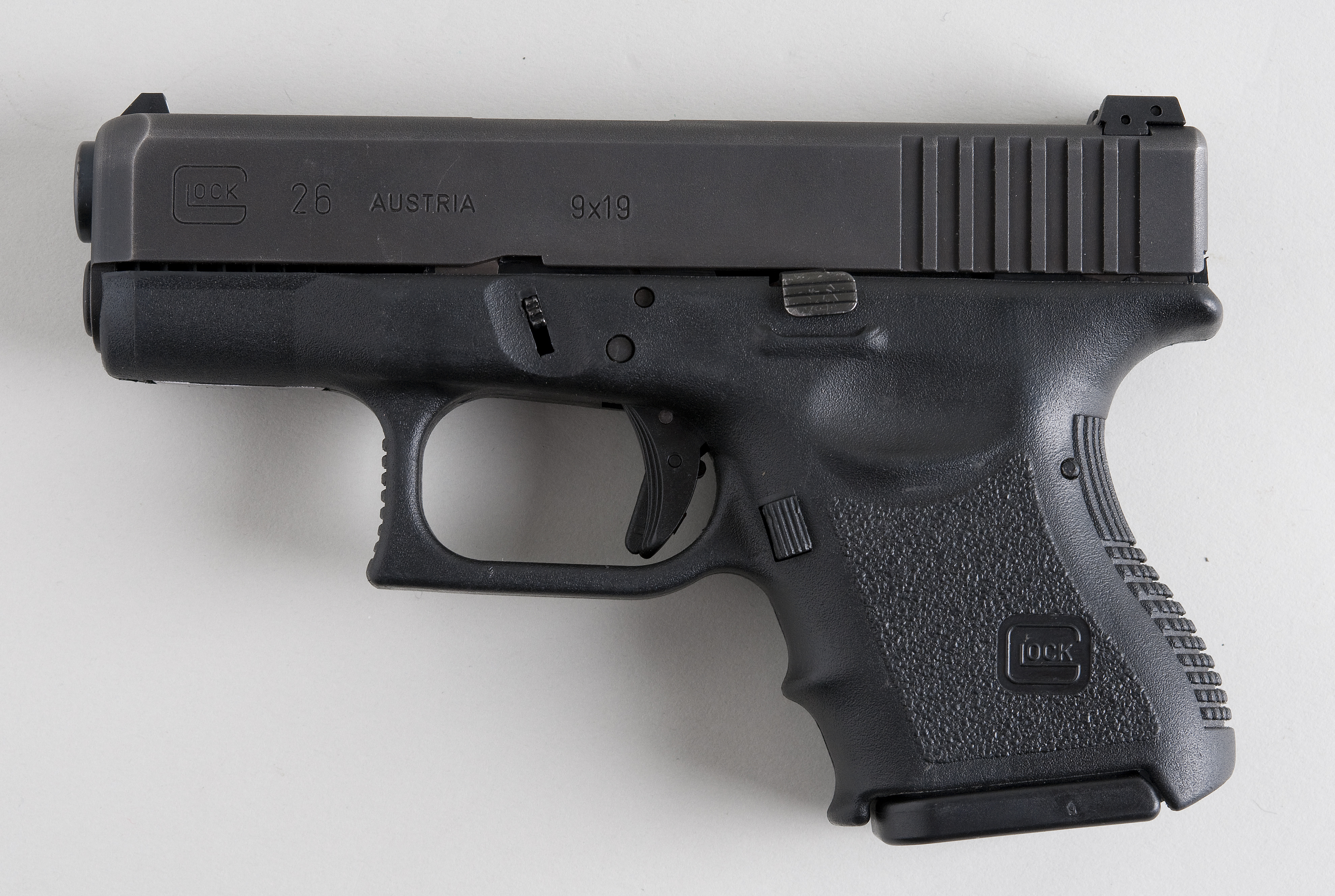
Надкомпактний Glock 26 тритієвим нічним прицілом під набій 9×19mm Parabellum

Glock 26 під набій 9×19мм є "надкомпактним" варіантом для прихованого носіння, який було представлено в 1995 році, загалом для цивільного ринку. У пістолета менша ствольна коробка у порівнянні з Glock 19, пістолетне руків'я можна тримати лише двома пальцями, коротші ствол та затвор, магазин дворядний на 10 набоїв. Заводський магазин з додатком +2 дозволяє збільшити кількість набоїв до 12. Крім того в Glock 26 можна використовувати заводські магазини від пістолетів Glock 17, Glock 18 та Glock 19 місткістю 15, 17, 19, 31 та 33 набої. Оскільки це не просто "вкорочений" Glock 19, конструкція надкомпактного Glock 26 потребувала значної переробки ствольної коробки, запірного блоку та пружинного вузла, який отримав подвійну зворотну пружину.

## Калібри
Зазвичай старі самозарядні кишенькові пістолети заряджалися набоями .22 LR, .25 ACP, .32 ACP та .380 ACP. Проте, новіші надкомпактні конструкції заряджаються набоями 9 mm Parabellum, .40 Smith & Wesson та .45 ACP. Ці пістолети зазвичай мають магазини місткістю від 5 до 15 набоїв.
Старі кишенькові револьвері, зазвичай, заряджалися набоями .22 LR, .38 Special та .44 Special. Проте, новіші розроблені під набої .357 Magnum та .44 Magnum. Зазвичай барабани цих револьверів містять від 5 до 10 набоїв.
Треба зауважити, що великі надкомпактні пістолети (6-15 набоїв 9мм, .40 S&W, .45 ACP тощо) та револьвери з великою рамкою (короткий ствол, але велике руків'я) починають відходити від ідеї "кишенькових пістолетів." Проте концепція кишенькового пістолета є спірною.
Деррінджери, такі як старий Remington Модель 95, заряджалися набоями .41 Rimfire. Проте, сучасні деррінджери заряджаються набоями від .22 LR до .45-70 Government, навіть рушничними набоями .410 калібру, а також серед популярних калібрів були .22 LR, .38 Special, .44 Special,  .357 Magnum, .44 Magnum та .45 Colt. Зараз поширеними є двозарядні деррінджери. Хоча не так давно випускали  деррінджери від 1 до 4-зарядів.

## Приховане носіння
Кишенькові пістолети, як випливає з назви, зазвичай є невеликими пістолетами, які зазвичай носять в кишенях плащів, курток або штанів. Їх використовують для прихованого носіння ті хто бажають мати непомітний пістолет для самозахисту або додатковою зброєю. Це пістолети типу «наведи та стріляй», призначені для швидкої роботи однією рукою. Зазвичай кишеньковий пістолет під набій .25 ACP розроблений для стрільби на близькій відстані і має ефективну дальність стрільби в 6,5 м.

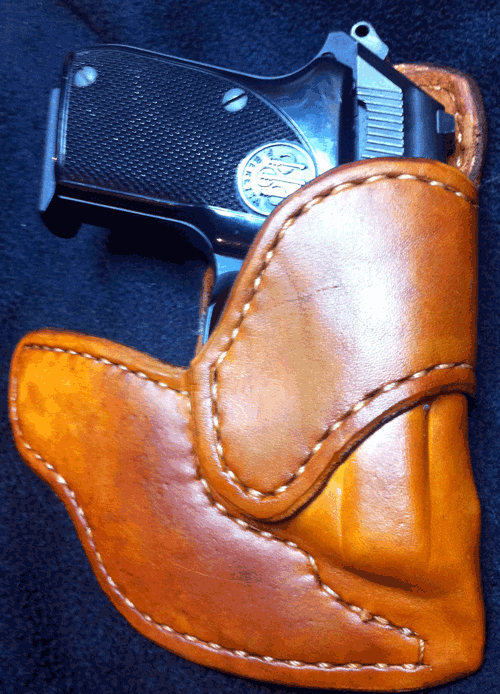
Кишеньковий пістолет Beretta TomCat в шкіряній кобурі

Кишенькові пістолети зазвичай не мають курка, мають заокруглені краї та невелику кількість органів управління, щоб запобігти зачеплення за одяг та для легшого носіння. Револьвери також, зазвичай, не мають курка або він зменшеного розміру, що дозволяє швидко дістати зброю з невеликим ризиком зачеплення за одяг. Безкуркові моделі або моделі зі зменшеним курком можуть навіть стріляти через кишеню плаща або куртки.
Деякі дешеві самозарядні пістолети краще носити без набою в патроннику, а от високоякісні кишенькові пістолети розроблено так, що їх можна носити з набоєм в патроннику та ввімкненим запобіжником (ON). Багато старих пістолетів (та навіть деякі револьвери) мали додаткові запобіжники на руків'ї. Проте, нові пістолети з лише подвійною дією випускають без будь-яких ручних запобіжників, але вони мають довгий та важкий спуск – як у револьверів.
Для безпечного носіння кишенькових пістолетів наполегливо рекомендують використовувати кобури. Зазвичай кобуру носять (іноді з другою кишенею для магазина, вшитою в кобуру) у передній або задній кишені штанів, при цьому в кишені нічого не можна носити, що могло б зачепитися за зброю під час її діставання. Зазвичай кобури роблять зі шкіри таким чином, щоб їх контури не були помітні під тісним одягом, хоча для товстих пістолетів використовують кобури Кайдекс оскільки надмірна товщина призведене до збільшення розмірів. Рекомендується використовувати волого- та парозахисні матеріали з боку тіла, щоб запобігти пошкодження обробки кишенькового пістолета. Цей додатковий шар також служить для підвищення комфорту при носінні та запобігає трісканню або утворенню пухирів на шкірі під кобурою через рухи або тертя, які можуть виникнути під час ходьби чи бігу.
Деякі ентузіасти зброї висміюють кишенькові пістолети через їх слабкість в самозахисті через малий розмір, малий калібр а погані приціли. Тим не менш кількість проданих одиниць кажуть про високий рівень популярності, при цьому деякі моделі були продані в кількості понад 3 мільйони одиниць за 30 і більше років.  

## Моделі

### Самозарядні пістолети
- AMT Backup
- Beretta 21 Bobcat
- Beretta 418
- Beretta 950
- Beretta 3032 Tomcat
- Beretta M1934
- Beretta M1935
- Bersa Thunder 380
- Bryco Arms
- Colt Model 1903 Pocket Hammer
- Colt Model 1903 Pocket Hammerless
- Colt Model 1908 Vest Pocket
- Diamondback DB9
- FN Model 1903
- FN Model 1905
- FN Model 1910
- FN Baby Browning
- Heckler &amp; Koch P7
- Kahr P380, P9, P40, P45
- Kahr K9
- Kahr CW380
- Kahr CW9
- Kahr MK9
- Kahr PM9, PM40, PM45
- Kel-Tec PF-9
- Kel-Tec P-11
- Kel-Tec P-32
- Kel-Tec P-3AT
- Kevin ZP98
- Kimber Solo
- Korovin pistol
- Glock 26, 27, 36 та варіанти
- Пістолет Макарова
- North American Arms Guardian

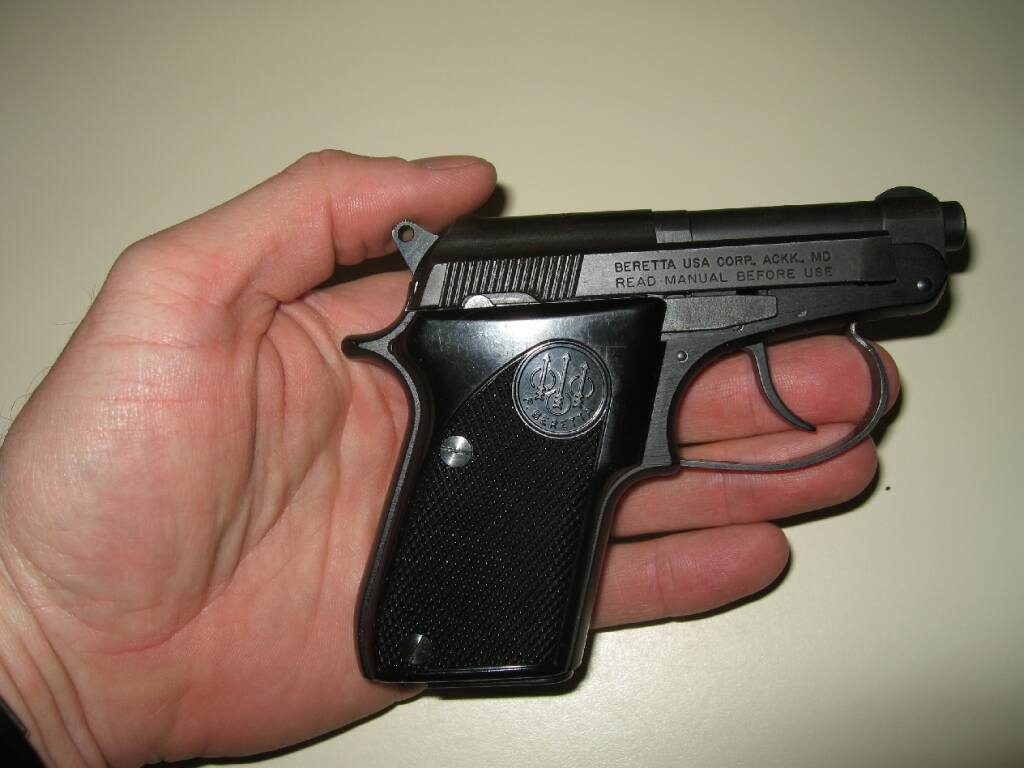
Beretta Model 21

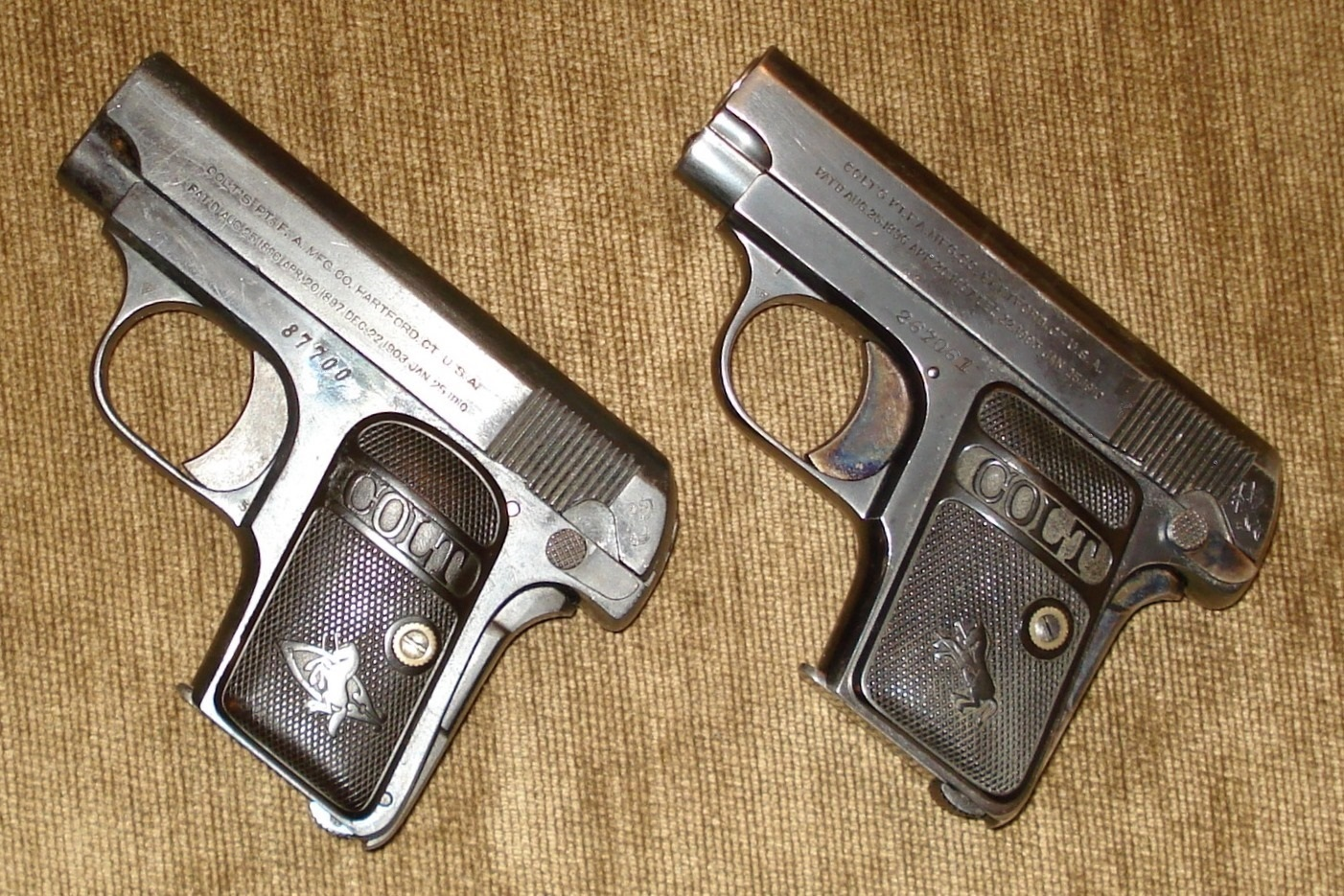
Два варіанти Colt Model 1908 Vest Pocket.

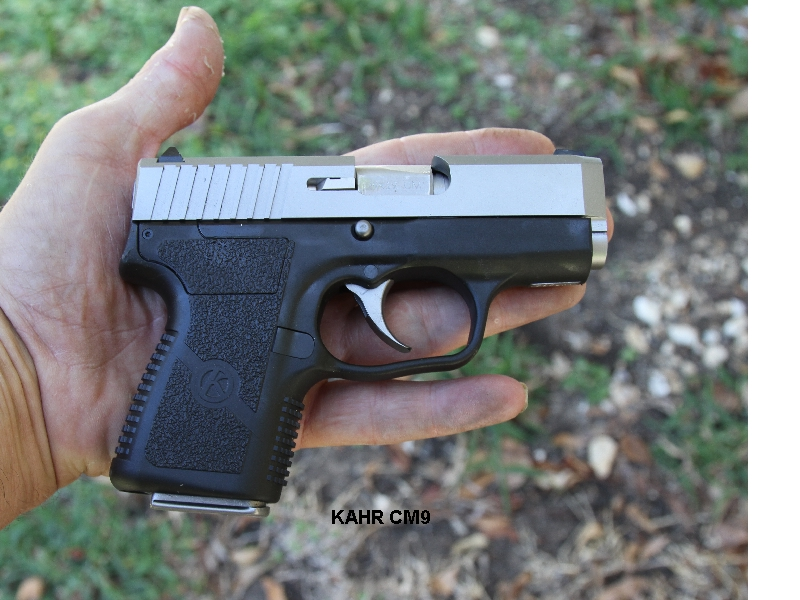
Надкомпактний Kahr CM9 9x19mm

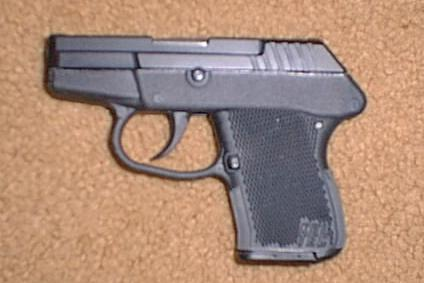
Самозарядний пістолет Kel-Tec P-32 .32 ACP

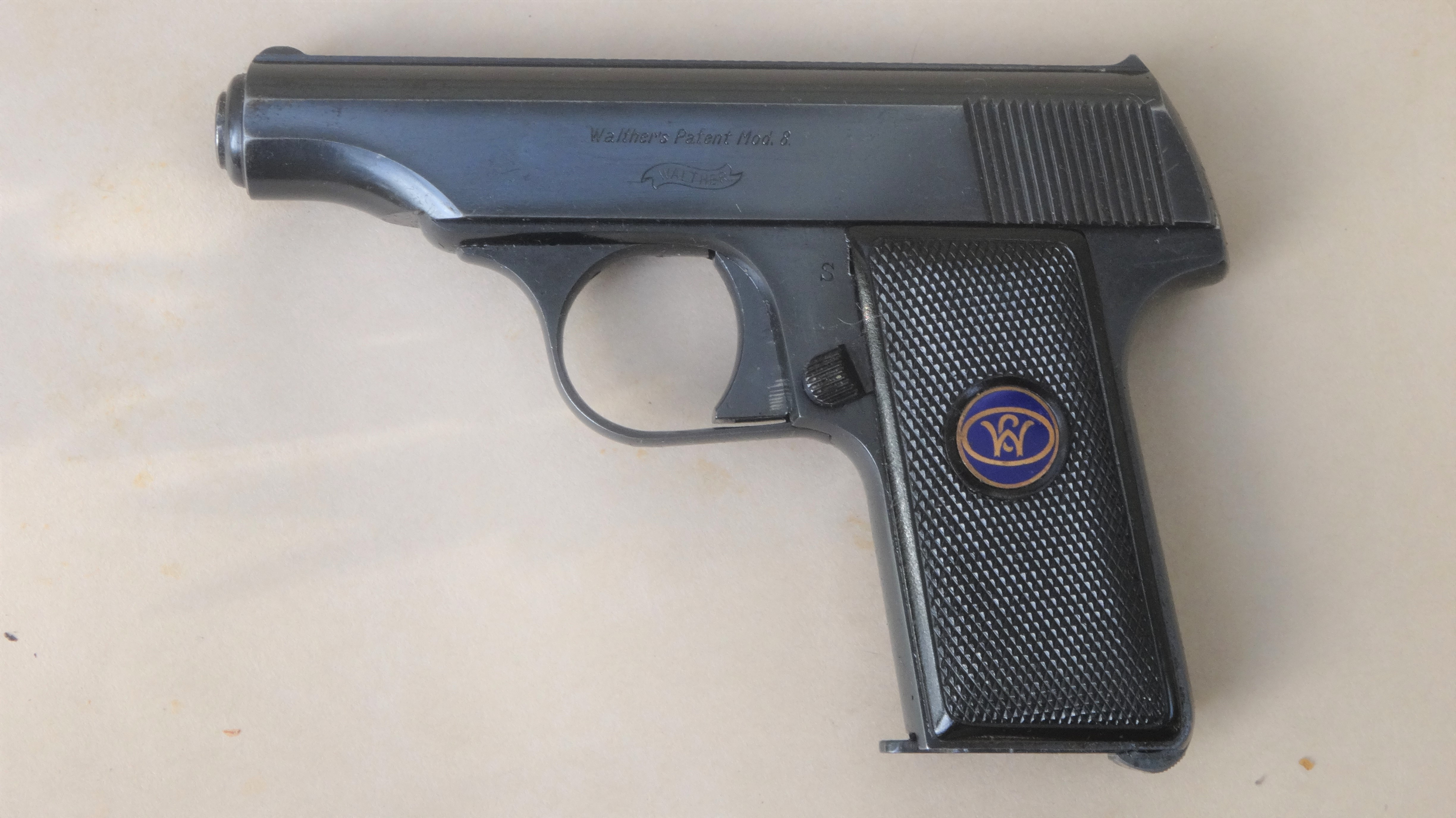
Кишеньковий пістолет Walther Model 8, 1926

- Самозарядний пістолет Ortgies 7,65 мм
- ПСМ
- Raven Arms MP-25
- Ruger LCP
- Ruger LC9
- Rohrbaugh R9
- Seecamp LWS32/LWS38
- SIG Sauer P238
- SIG Sauer P290
- SIG Sauer P365
- Smith & Wesson Bodyguard 380
- Springfield Armory Hellcat
- Springfield Armory XD-S
- Taurus Curve
- Taurus TCP
- Walther Model 8
- Walther Model 9
- Walther PP
- Walther TPH
- Smith & Wesson Модель 61

### Револьвери
- Charter Arms
- Colt Cobra
- Colt Detective Special
- Серія Kimber K6

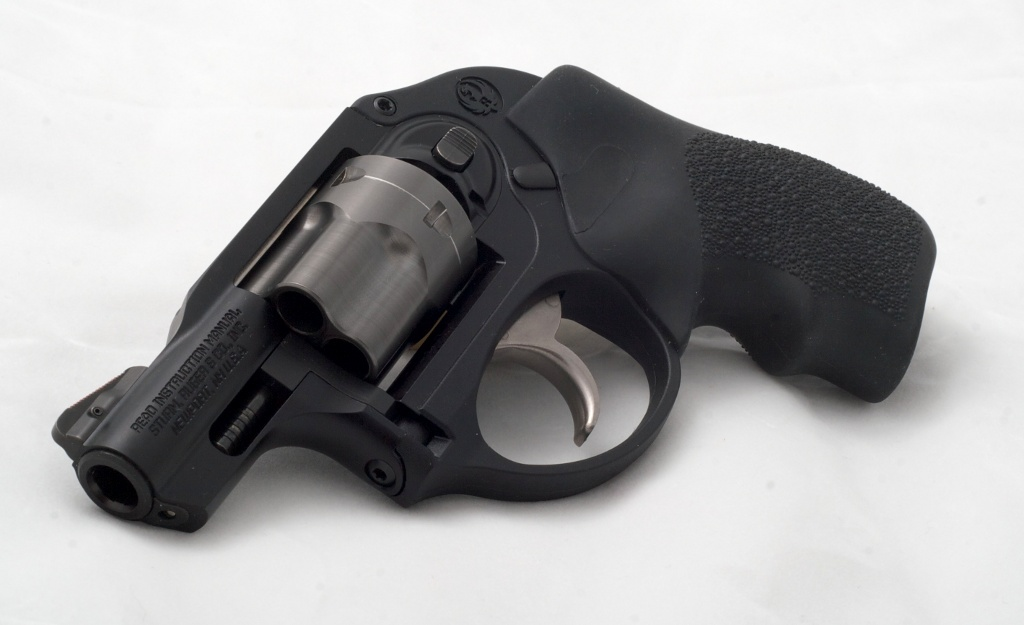
Ruger LCR in 38 Special +P

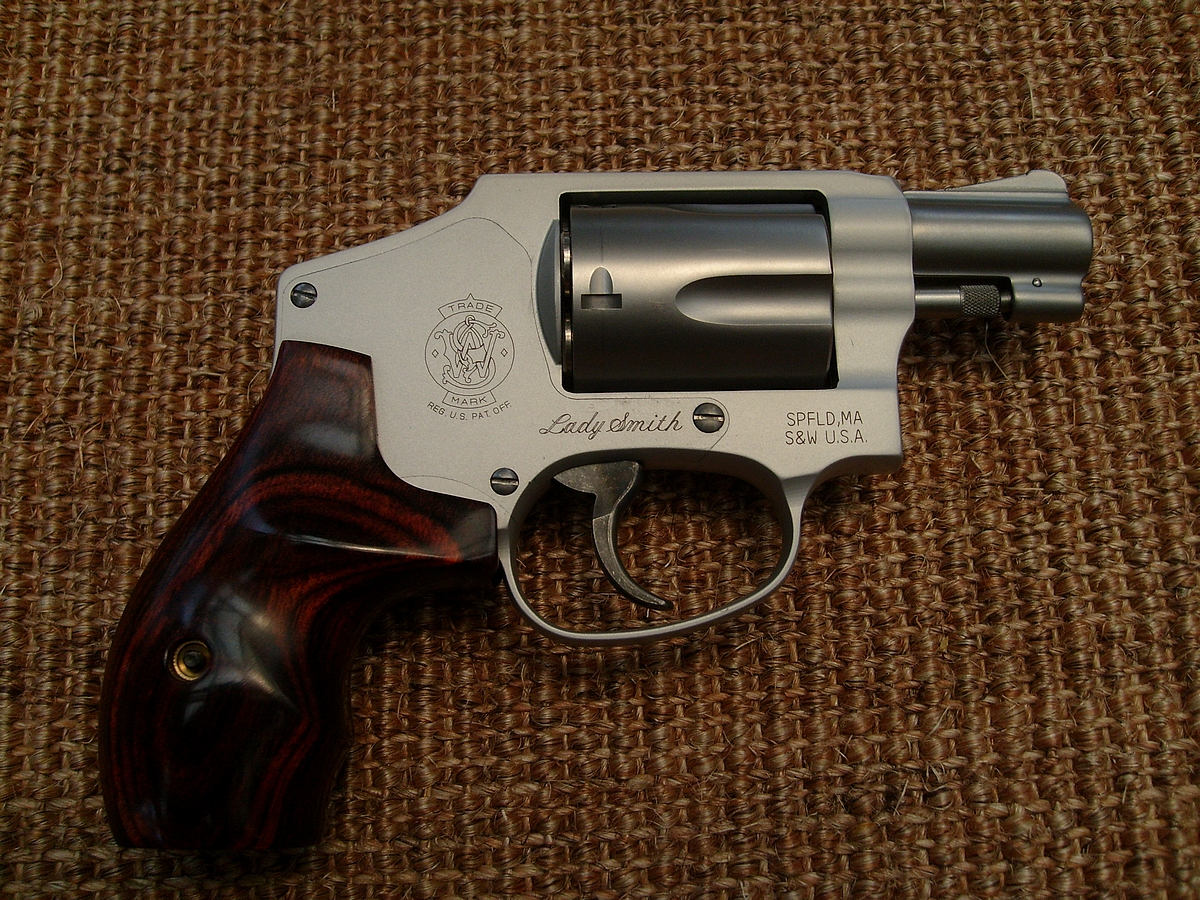
Smith & Wesson Model 642 LS Ladysmith

- Міні-револьвер North American Arms
- Ruger LCR
- Ruger SP101
- Smith & Wesson Модель 36
- Smith & Wesson Модель 340PD
- Smith & Wesson Модель 640
- Smith & Wesson Bodyguard
- Smith & Wesson Centennial
- Smith & Wesson Безкурковий
- Taurus Model 85
- Velo-dog

### Деррінджер

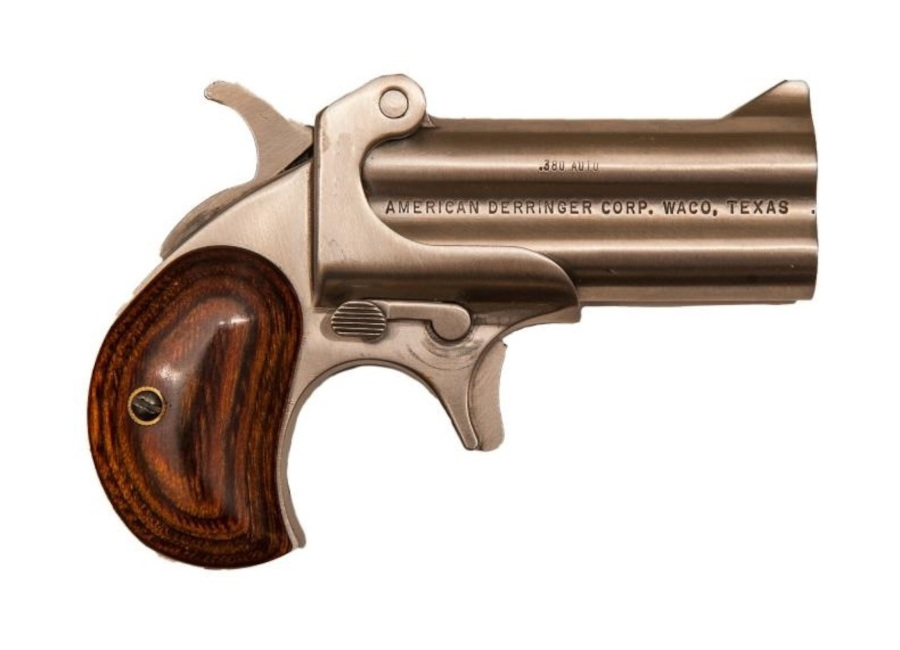
.380 ACP калібру American Derringer M1

- Remington Модель 95
- American Derringer M1
- Bond Arms
- COP .357 Derringer
- Davis D Models
- DoubleTap derringer
- High Standard D100
- Ideal Conceal
- LifeCard .22LR & .22WMR